# Steve Clarke
Stephen Clarke, detto Steve (Saltcoats, 29 agosto 1963), è un allenatore di calcio ed ex calciatore scozzese, di ruolo difensore, attuale commissario tecnico della nazionale scozzese.

## Carriera

### Allenatore
Appesi gli scarpini al chiodo, il 28 agosto 1998 viene nominato vice di Ruud Gullit al Newcastle United. Il 28 agosto 1999 dopo le dimissioni dell'olandese viene nominato allenatore ad interim. Dopo due giorni subisce una pesante sconfitta per 5-1 dal Manchester United. Il 2 settembre dopo una partita lascia il posto, tornando al ruolo di vice del veterano Bobby Robson. Dal 2004 è stato il vice di José Mourinho al Chelsea, suo ex club, e poi anche di Avraham Grant e Scolari. Il 12 settembre 2008 rassegna le dimissioni, ma vengono rifiutate dai Blues. Dopo quattro giorni diventa vice di Gianfranco Zola al West Ham, pagandolo 2 milioni di euro.
Il 10 gennaio 2011 diventa assistente di Kenny Dalglish al Liverpool. Il 16 maggio 2012 lascia il club insieme all'esonero del tecnico. L'8 giugno finalmente ottiene un incarico di manager della prima squadra, firmando un contratto di due anni con il West Bromwich Albion. Il 14 dicembre 2013 viene esonerato dopo aver totalizzato 3 vittorie, 6 pareggi e 7 sconfitte.
Il 16 dicembre 2014 diventa allenatore del Reading, firmando un contratto di due anni e mezzo. Il 5 dicembre 2015 viene esonerato dopo la sconfitta in Championship con il Queens Park Rangers.
Il 6 giugno 2016 viene nominato vice allenatore di Roberto Di Matteo all'Aston Villa.
Il 12 novembre 2020 grazie alla vittoria nello spareggio contro la Serbia la Scozia si qualifica a Euro 2020, riportando la nazionale scozzese ad un torneo internazionale al quale mancava da 22 anni (Mondiali 1998).
All'europeo la squadra esce al primo turno, ma ciononostante, il 24 agosto 2021, estende il suo contratto sino al 2024.

## Statistiche

### Cronologia presenze e reti in nazionale
| Cronologia completa delle presenze e delle reti in nazionale ― Scozia | Cronologia completa delle presenze e delle reti in nazionale ― Scozia | Cronologia completa delle presenze e delle reti in nazionale ― Scozia | Cronologia completa delle presenze e delle reti in nazionale ― Scozia | Cronologia completa delle presenze e delle reti in nazionale ― Scozia | Cronologia completa delle presenze e delle reti in nazionale ― Scozia | Cronologia completa delle presenze e delle reti in nazionale ― Scozia | Cronologia completa delle presenze e delle reti in nazionale ― Scozia |
| Data                                                                  | Città                                                                 | In casa                                                               | Risultato                                                             | Ospiti                                                                | Competizione                                                          | Reti                                                                  | Note                                                                  |
| --------------------------------------------------------------------- | --------------------------------------------------------------------- | --------------------------------------------------------------------- | --------------------------------------------------------------------- | --------------------------------------------------------------------- | --------------------------------------------------------------------- | --------------------------------------------------------------------- | --------------------------------------------------------------------- |
| 14-10-1987                                                            | Glasgow                                                               | Scozia                                                                | 2 – 0                                                                 | Ungheria                                                              | Amichevole                                                            | -                                                                     |                                                                       |
| 14-10-1987                                                            | Glasgow                                                               | Scozia                                                                | 2 – 0                                                                 | Belgio                                                                | Qual. Euro 1988                                                       | -                                                                     |                                                                       |
| 11-11-1987                                                            | Sofia                                                                 | Bulgaria                                                              | 0 – 1                                                                 | Scozia                                                                | Qual. Euro 1988                                                       | -                                                                     |                                                                       |
| 17-2-1988                                                             | Riad                                                                  | Arabia Saudita                                                        | 2 – 2                                                                 | Scozia                                                                | Amichevole                                                            | -                                                                     |                                                                       |
| 22-3-1988                                                             | Ta' Qali                                                              | Malta                                                                 | 1 – 1                                                                 | Scozia                                                                | Amichevole                                                            | -                                                                     |                                                                       |
| 27-5-1994                                                             | Utrecht                                                               | Paesi Bassi                                                           | 3 – 1                                                                 | Scozia                                                                | Amichevole                                                            | -                                                                     |                                                                       |
| Totale                                                                |                                                                       | Presenze                                                              | 6                                                                     |                                                                       | Reti                                                                  | 0                                                                     |                                                                       |

### Statistiche da allenatore

#### Club
Statistiche aggiornate al 23 marzo 2025. In grassetto le competizioni vinte.
| Stagione             | Squadra              | Campionato           | Campionato | Campionato | Campionato | Campionato | Coppe nazionali | Coppe nazionali | Coppe nazionali | Coppe nazionali | Coppe nazionali | Coppe continentali | Coppe continentali | Coppe continentali | Coppe continentali | Coppe continentali | Altre coppe | Altre coppe | Altre coppe | Altre coppe | Altre coppe | Totale | Totale | Totale | Totale | % Vittorie | Piazzamento |
| Stagione             | Squadra              | Comp                 | G          | V          | N          | P          | Comp            | G               | V               | N               | P               | Comp               | G                  | V                  | N                  | P                  | Comp        | G           | V           | N           | P           | G      | V      | N      | P      | %          | Piazzamento |
| -------------------- | -------------------- | -------------------- | ---------- | ---------- | ---------- | ---------- | --------------- | --------------- | --------------- | --------------- | --------------- | ------------------ | ------------------ | ------------------ | ------------------ | ------------------ | ----------- | ----------- | ----------- | ----------- | ----------- | ------ | ------ | ------ | ------ | ---------- | ----------- |
| 2012-2013            | West Bromwich        | PL                   | 38         | 14         | 7          | 17         | FACup+CdL       | 2+2             | 0+1             | 1+0             | 1+1             | -                  | -                  | -                  | -                  | -                  | -           | -           | -           | -           | -           | 42     | 15     | 8      | 19     | 35,71      | 8°          |
| ago.-dic. 2013       | West Bromwich        | PL                   | 16         | 3          | 5          | 8          | FACup+CdL       | 0+2             | 0+1             | 0+1             | 0+0             | -                  | -                  | -                  | -                  | -                  | -           | -           | -           | -           | -           | 18     | 4      | 6      | 8      | 22,22      | Eson.       |
| Totale West Bromwich | Totale West Bromwich | Totale West Bromwich | 54         | 17         | 12         | 25         |                 | 6               | 2               | 2               | 2               |                    | -                  | -                  | -                  | -                  |             | -           | -           | -           | -           | 60     | 19     | 14     | 27     | 31,67      |             |
| dic. 2014-2015       | Reading              | FLC                  | 25         | 6          | 7          | 12         | FACup+CdL       | 6+0             | 4+0             | 1+0             | 1+0             | -                  | -                  | -                  | -                  | -                  | -           | -           | -           | -           | -           | 31     | 10     | 8      | 13     | 32,26      | Sub., 19°   |
| ago.-dic. 2015       | Reading              | FLC                  | 19         | 7          | 6          | 6          | FACup+CdL       | 0+3             | 0+2             | 0+0             | 0+1             | -                  | -                  | -                  | -                  | -                  | -           | -           | -           | -           | -           | 22     | 9      | 6      | 7      | 40,91      | Eson.       |
| Totale Reading       | Totale Reading       | Totale Reading       | 44         | 13         | 13         | 18         |                 | 9               | 6               | 1               | 2               |                    | -                  | -                  | -                  | -                  |             | -           | -           | -           | -           | 53     | 19     | 14     | 20     | 35,85      |             |
| ott. 2017-2018       | Kilmarnock           | SPL                  | 24+5       | 14+1       | 7+1        | 3+3        | SC+CdL          | 4+0             | 2+0             | 2+0             | 0+0             | -                  | -                  | -                  | -                  | -                  | -           | -           | -           | -           | -           | 33     | 17     | 10     | 6      | 51,52      | Sub., 5°    |
| 2018-2019            | Kilmarnock           | SPL                  | 33+5       | 16+3       | 10         | 7+2        | SC+CdL          | 3+5             | 1+3             | 1+0             | 1+2             | -                  | -                  | -                  | -                  | -                  | -           | -           | -           | -           | -           | 46     | 23     | 11     | 12     | 50,00      | 3°          |
| Totale Kilmarnock    | Totale Kilmarnock    | Totale Kilmarnock    | 57+10      | 30+4       | 17+1       | 10+5       |                 | 12              | 6               | 3               | 3               |                    | -                  | -                  | -                  | -                  |             | -           | -           | -           | -           | 79     | 40     | 21     | 18     | 50,63      |             |
| Totale Carriera      | Totale Carriera      | Totale Carriera      | 165        | 64         | 43         | 58         |                 | 27              | 14              | 6               | 7               |                    | -                  | -                  | -                  | -                  |             | -           | -           | -           | -           | 192    | 78     | 49     | 65     | 40,63      |             |

#### Nazionale scozzese nel dettaglio
| 2019           | Scozia        | Qual. Euro 2020               | 3º nel Gruppo I, qualificato dopo gli spareggi                       | 8  | 4  | 0  | 4  | 50,00 | 14 | 16 | -2  |
| Ott. 2020      | Scozia        | Qual. Euro 2020               | 3º nel Gruppo I, qualificato dopo gli spareggi                       | 2  | 0  | 2  | 0  | &0,00 | 1  | 1  | 0   |
| 2020           | Scozia        | UEFA Nations League 2020-2021 | 2º nel Gruppo B della Lega B                                         | 6  | 3  | 1  | 2  | 50,00 | 5  | 4  | +1  |
| 2021           | Scozia        | Qual. Mondiale 2022           | 2º nel Gruppo F, agli spareggi                                       | 10 | 7  | 2  | 1  | 70,00 | 17 | 7  | +10 |
| Mar. 2022      | Scozia        | Qual. Mondiale 2022           | 2º nel Gruppo F, agli spareggi                                       | 1  | 0  | 0  | 1  | &0,00 | 1  | 3  | -2  |
| Giu.-lug. 2021 | Scozia        | Euro 2020                     | 4º nel Gruppo D                                                      | 3  | 0  | 1  | 2  | &0,00 | 1  | 5  | -4  |
| 2022           | Scozia        | UEFA Nations League 2022-2023 | 1º nel gruppo 1 della Lega B, promosso in Lega A                     | 6  | 4  | 1  | 1  | 66,67 | 11 | 5  | +6  |
| 2023           | Scozia        | Qual. Euro 2024               | 2º nel gruppo A, qualificato                                         | 8  | 5  | 2  | 1  | 62,50 | 17 | 8  | +9  |
| Giu.-lug. 2024 | Scozia        | Euro 2024                     | 4º nel gruppo A                                                      | 3  | 0  | 1  | 2  | &0,00 | 2  | 7  | -5  |
| 2024           | Scozia        | UEFA Nations League 2024-2025 | 3º nel Gruppo 1 della Lega A, retrocesso in Lega B dopo gli spareggi | 6  | 2  | 1  | 3  | 33,33 | 7  | 8  | -1  |
| 2025           | Scozia        | UEFA Nations League 2024-2025 | 3º nel Gruppo 1 della Lega A, retrocesso in Lega B dopo gli spareggi | 2  | 1  | 0  | 1  | 50,00 | 1  | 3  | -2  |
| Dal 2019       | Scozia        | Amichevoli                    |                                                                      | 11 | 2  | 4  | 5  | 18,18 | 13 | 21 | -8  |
| Totale Scozia  | Totale Scozia | Totale Scozia                 | Totale Scozia                                                        | 66 | 28 | 15 | 23 | 42,42 | 90 | 86 | +4  |

#### Panchine da commissario tecnico della nazionale scozzese
| Cronologia completa delle presenze e delle reti in nazionale ― Scozia | Cronologia completa delle presenze e delle reti in nazionale ― Scozia | Cronologia completa delle presenze e delle reti in nazionale ― Scozia | Cronologia completa delle presenze e delle reti in nazionale ― Scozia | Cronologia completa delle presenze e delle reti in nazionale ― Scozia | Cronologia completa delle presenze e delle reti in nazionale ― Scozia | Cronologia completa delle presenze e delle reti in nazionale ― Scozia | Cronologia completa delle presenze e delle reti in nazionale ― Scozia |
| Data                                                                  | Città                                                                 | In casa                                                               | Risultato                                                             | Ospiti                                                                | Competizione                                                          | Reti                                                                  | Note                                                                  |
| --------------------------------------------------------------------- | --------------------------------------------------------------------- | --------------------------------------------------------------------- | --------------------------------------------------------------------- | --------------------------------------------------------------------- | --------------------------------------------------------------------- | --------------------------------------------------------------------- | --------------------------------------------------------------------- |
| 8-6-2019                                                              | Glasgow                                                               | Scozia                                                                | 2 – 1                                                                 | Cipro                                                                 | Qual. Euro 2020                                                       | Andrew Robertson Oliver Burke                                         | Cap: A.Robertson                                                      |
| 11-6-2019                                                             | Bruxelles                                                             | Belgio                                                                | 3 – 0                                                                 | Scozia                                                                | Qual. Euro 2020                                                       | -                                                                     | Cap: C.Mulgrew                                                        |
| 6-9-2019                                                              | Glasgow                                                               | Scozia                                                                | 1 – 2                                                                 | Russia                                                                | Qual. Euro 2020                                                       | John McGinn                                                           | Cap: A.Robertson                                                      |
| 9-9-2019                                                              | Glasgow                                                               | Scozia                                                                | 0 – 4                                                                 | Belgio                                                                | Qual. Euro 2020                                                       | -                                                                     | Cap: A.Robertson                                                      |
| 10-10-2019                                                            | Mosca                                                                 | Russia                                                                | 4 – 0                                                                 | Scozia                                                                | Qual. Euro 2020                                                       | -                                                                     | Cap: A.Robertson                                                      |
| 13-10-2019                                                            | Glasgow                                                               | Scozia                                                                | 6 – 0                                                                 | San Marino                                                            | Qual. Euro 2020                                                       | 3 John McGinn Lawrence Shankland Stuart Findlay Stuart Armstrong      | Cap: A.Robertson                                                      |
| 16-11-2019                                                            | Nicosia                                                               | Cipro                                                                 | 1 – 2                                                                 | Scozia                                                                | Qual. Euro 2020                                                       | Ryan Christie John McGinn                                             | Cap: S.Naismith                                                       |
| 19-11-2019                                                            | Glasgow                                                               | Scozia                                                                | 3 – 1                                                                 | Kazakistan                                                            | Qual. Euro 2020                                                       | 2 John McGinn Steven Naismith                                         | Cap: S.Naismith                                                       |
| 4-9-2020                                                              | Glasgow                                                               | Scozia                                                                | 1 – 1                                                                 | Israele                                                               | UEFA Nations League 2020-2021 - Lega B                                | Ryan Christie (rig.)                                                  | Cap: A.Robertson                                                      |
| 7-9-2020                                                              | Olomouc                                                               | Rep. Ceca                                                             | 1 – 2                                                                 | Scozia                                                                | UEFA Nations League 2020-2021 - Lega B                                | Lyndon Dykes Ryan Christie (rig.)                                     | Cap: A.Robertson                                                      |
| 8-10-2020                                                             | Glasgow                                                               | Scozia                                                                | 0 – 0 (5 - 3 dtr)                                                     | Israele                                                               | Qual. Euro 2020                                                       | -                                                                     | Cap: A.Robertson                                                      |
| 11-10-2020                                                            | Glasgow                                                               | Scozia                                                                | 1 – 0                                                                 | Slovacchia                                                            | UEFA Nations League 2020-2021 - Lega B                                | Lyndon Dykes                                                          | Cap: A.Robertson                                                      |
| 14-10-2020                                                            | Glasgow                                                               | Scozia                                                                | 1 – 0                                                                 | Rep. Ceca                                                             | UEFA Nations League 2020-2021 - Lega B                                | Ryan Fraser                                                           | Cap: J.McGinn                                                         |
| 12-11-2020                                                            | Belgrado                                                              | Serbia                                                                | 1 – 1 (4 - 5 dtr)                                                     | Scozia                                                                | Qual. Euro 2020                                                       | Ryan Christie                                                         | Cap: A.Robertson                                                      |
| 15-11-2020                                                            | Trnava                                                                | Slovacchia                                                            | 1 – 0                                                                 | Scozia                                                                | UEFA Nations League 2020-2021 - Lega B                                | -                                                                     | Cap: J.McGinn                                                         |
| 18-11-2020                                                            | Netanya                                                               | Israele                                                               | 1 – 0                                                                 | Scozia                                                                | UEFA Nations League 2020-2021 - Lega B                                | -                                                                     | Cap: A.Robertson                                                      |
| 25-3-2021                                                             | Glasgow                                                               | Scozia                                                                | 2 – 2                                                                 | Austria                                                               | Qual. Mondiali 2022                                                   | Grant Hanley John McGinn                                              | Cap: A.Robertson                                                      |
| 28-3-2021                                                             | Tel-Aviv                                                              | Israele                                                               | 1 – 1                                                                 | Scozia                                                                | Qual. Mondiali 2022                                                   | Ryan Fraser                                                           | Cap: A.Robertson                                                      |
| 31-3-2021                                                             | Glasgow                                                               | Scozia                                                                | 4 – 0                                                                 | Fær Øer                                                               | Qual. Mondiali 2022                                                   | 2John McGinn Che Adams Ryan Fraser                                    | Cap: A.Robertson                                                      |
| 2-6-2021                                                              | Faro                                                                  | Paesi Bassi                                                           | 2 – 2                                                                 | Scozia                                                                | Amichevole                                                            | Jack Hendry Kevin Nisbet                                              | Cap: A.Robertson                                                      |
| 6-6-2021                                                              | Lussemburgo                                                           | Lussemburgo                                                           | 0 – 1                                                                 | Scozia                                                                | Amichevole                                                            | Che Adams                                                             | Cap: A.Robertson                                                      |
| 14-6-2021                                                             | Glasgow                                                               | Scozia                                                                | 0 – 2                                                                 | Rep. Ceca                                                             | Euro 2020 - 1º turno                                                  | -                                                                     | Cap: A.Robertson                                                      |
| 18-6-2021                                                             | Londra                                                                | Inghilterra                                                           | 0 – 0                                                                 | Scozia                                                                | Euro 2020 - 1º turno                                                  | -                                                                     | Cap: A.Robertson                                                      |
| 22-6-2021                                                             | Glasgow                                                               | Croazia                                                               | 3 – 1                                                                 | Scozia                                                                | Euro 2020 - 1º turno                                                  | Callum McGregor                                                       | Cap: A.Robertson                                                      |
| 1-9-2021                                                              | Copenaghen                                                            | Danimarca                                                             | 2 – 0                                                                 | Scozia                                                                | Qual. Mondiali 2022                                                   | -                                                                     | Cap: A.Robertson                                                      |
| 4-9-2021                                                              | Glasgow                                                               | Scozia                                                                | 1 – 0                                                                 | Moldavia                                                              | Qual. Mondiali 2022                                                   | Lyndon Dykes                                                          | Cap: A.Robertson                                                      |
| 7-9-2021                                                              | Vienna                                                                | Austria                                                               | 0 – 1                                                                 | Scozia                                                                | Qual. Mondiali 2022                                                   | Lyndon Dykes (rig.)                                                   | Cap: A.Robertson                                                      |
| 9-10-2021                                                             | Glasgow                                                               | Scozia                                                                | 3 – 2                                                                 | Israele                                                               | Qual. Mondiali 2022                                                   | John McGinn Lyndon Dykes Scott McTominay                              | Cap: A.Robertson                                                      |
| 12-10-2021                                                            | Tórshavn                                                              | Fær Øer                                                               | 0 – 1                                                                 | Scozia                                                                | Qual. Mondiali 2022                                                   | Lyndon Dykes                                                          | Cap: A.Robertson                                                      |
| 12-11-2021                                                            | Chișinău                                                              | Moldavia                                                              | 0 – 2                                                                 | Scozia                                                                | Qual. Mondiali 2022                                                   | Nathan Patterson Che Adams                                            | Cap: A.Robertson                                                      |
| 15-11-2021                                                            | Glasgow                                                               | Scozia                                                                | 2 – 0                                                                 | Danimarca                                                             | Qual. Mondiali 2022                                                   | John Souttar Che Adams                                                | Cap: A.Robertson                                                      |
| 24-3-2022                                                             | Glasgow                                                               | Scozia                                                                | 1 – 1                                                                 | Polonia                                                               | Amichevole                                                            | Kieran Tierney                                                        | Cap: J.McGinn                                                         |
| 29-3-2022                                                             | Vienna                                                                | Austria                                                               | 2 – 2                                                                 | Scozia                                                                | Amichevole                                                            | Jack Hendry John McGinn                                               | Cap: A.Robertson                                                      |
| 1-6-2022                                                              | Glasgow                                                               | Scozia                                                                | 1 – 3                                                                 | Ucraina                                                               | Qual. Mondiali 2022                                                   | Callum McGregor                                                       | Cap: A.Robertson                                                      |
| 8-6-2022                                                              | Glasgow                                                               | Scozia                                                                | 2 – 0                                                                 | Armenia                                                               | UEFA Nations League 2022-2023 - Lega B                                | Anthony Ralston Scott McKenna                                         | Cap: A.Robertson                                                      |
| 11-6-2022                                                             | Dublino                                                               | Irlanda                                                               | 3 – 0                                                                 | Scozia                                                                | UEFA Nations League 2022-2023 - Lega B                                | -                                                                     | Cap: A.Robertson                                                      |
| 14-6-2022                                                             | Erevan                                                                | Armenia                                                               | 1 – 4                                                                 | Scozia                                                                | UEFA Nations League 2022-2023 - Lega B                                | 2 Stuart Armstrong John McGinn Che Adams                              | Cap: J.McGinn                                                         |
| 21-9-2022                                                             | Glasgow                                                               | Scozia                                                                | 3 – 0                                                                 | Ucraina                                                               | UEFA Nations League 2022-2023 - Lega B                                | John McGinn 2 Lyndon Dykes                                            | Cap: J.McGinn                                                         |
| 24-9-2022                                                             | Glasgow                                                               | Scozia                                                                | 2 – 1                                                                 | Irlanda                                                               | UEFA Nations League 2022-2023 - Lega B                                | Jack Hendry Ryan Christie (rig.)                                      | Cap: J.McGinn                                                         |
| 27-9-2022                                                             | Cracovia                                                              | Ucraina                                                               | 0 – 0                                                                 | Scozia                                                                | UEFA Nations League 2022-2023 - Lega B                                | -                                                                     | Cap: J.McGinn                                                         |
| 16-11-2022                                                            | Diyarbakır                                                            | Turchia                                                               | 2 – 1                                                                 | Scozia                                                                | Amichevole                                                            | John McGinn                                                           | Cap: A.Robertson                                                      |
| 25-3-2023                                                             | Glasgow                                                               | Scozia                                                                | 3 – 0                                                                 | Cipro                                                                 | Qual. Euro 2024                                                       | John McGinn 2 Scott McTominay                                         | Cap: A.Robertson                                                      |
| 28-3-2023                                                             | Glasgow                                                               | Scozia                                                                | 2 – 0                                                                 | Spagna                                                                | Qual. Euro 2024                                                       | 2 Scott McTominay                                                     | Cap: A.Robertson                                                      |
| 17-6-2023                                                             | Oslo                                                                  | Norvegia                                                              | 1 – 2                                                                 | Scozia                                                                | Qual. Euro 2024                                                       | Lyndon Dykes Kenny McLean                                             | Cap: A.Robertson                                                      |
| 20-6-2023                                                             | Glasgow                                                               | Scozia                                                                | 2 – 0                                                                 | Georgia                                                               | Qual. Euro 2024                                                       | Callum McGregor Scott McTominay                                       | Cap: A.Robertson                                                      |
| 8-9-2023                                                              | Larnaca                                                               | Cipro                                                                 | 0 – 3                                                                 | Scozia                                                                | Qual. Euro 2024                                                       | Scott McTominay Ryan Porteous John McGinn                             | Cap: A.Robertson                                                      |
| 12-9-2023                                                             | Glasgow                                                               | Scozia                                                                | 1 – 3                                                                 | Inghilterra                                                           | Amichevole                                                            | autorete                                                              | Cap: A.Robertson                                                      |
| 12-10-2023                                                            | Siviglia                                                              | Spagna                                                                | 2 – 0                                                                 | Scozia                                                                | Qual. Euro 2024                                                       | -                                                                     | Cap: A.Robertson                                                      |
| 17-10-2023                                                            | Villeneuve-d'Ascq                                                     | Francia                                                               | 4 – 1                                                                 | Scozia                                                                | Amichevole                                                            | Billy Gilmour                                                         | Cap: A.Robertson                                                      |
| 16-11-2023                                                            | Tbilisi                                                               | Georgia                                                               | 2 – 2                                                                 | Scozia                                                                | Qual. Euro 2024                                                       | Scott McTominay Lawrence Shankland                                    | Cap: A.Robertson                                                      |
| 19-11-2023                                                            | Glasgow                                                               | Scozia                                                                | 3 – 3                                                                 | Norvegia                                                              | Qual. Euro 2024                                                       | John McGinn (rig.) autorete Stuart Armstrong                          | Cap: A.Robertson                                                      |
| 22-3-2024                                                             | Amsterdam                                                             | Paesi Bassi                                                           | 4 – 0                                                                 | Scozia                                                                | Amichevole                                                            | -                                                                     | Cap: A.Robertson                                                      |
| 26-3-2024                                                             | Glasgow                                                               | Scozia                                                                | 0 – 1                                                                 | Irlanda del Nord                                                      | Amichevole                                                            | -                                                                     | Cap: L. Dykes                                                         |
| 3-6-2024                                                              | Faro                                                                  | Gibilterra                                                            | 0 – 2                                                                 | Scozia                                                                | Amichevole                                                            | Ryan Christie Stuart Armstrong                                        | Cap: A. Robertson                                                     |
| 7-6-2024                                                              | Glasgow                                                               | Scozia                                                                | 2 – 2                                                                 | Finlandia                                                             | Amichevole                                                            | autorete Lawrence Shankland                                           | Cap: A. Robertson                                                     |
| 14-6-2024                                                             | Monaco di Baviera                                                     | Germania                                                              | 5 – 1                                                                 | Scozia                                                                | Euro 2024 - 1º turno                                                  | autorete                                                              | Cap: A. Robertson                                                     |
| 19-6-2024                                                             | Colonia                                                               | Scozia                                                                | 1 – 1                                                                 | Svizzera                                                              | Euro 2024 - 1º turno                                                  | Scott McTominay                                                       | Cap: A. Robertson                                                     |
| 23-6-2024                                                             | Stoccarda                                                             | Scozia                                                                | 0 – 1                                                                 | Ungheria                                                              | Euro 2024 - 1º turno                                                  | -                                                                     | Cap: A. Robertson                                                     |
| 5-9-2024                                                              | Glasgow                                                               | Scozia                                                                | 2 – 3                                                                 | Polonia                                                               | UEFA Nations League 2024-2025 - Lega A                                | Billy Gilmour Scott McTominay                                         | Cap: A. Robertson                                                     |
| 8-9-2024                                                              | Lisbona                                                               | Portogallo                                                            | 2 – 1                                                                 | Scozia                                                                | UEFA Nations League 2024-2025 - Lega A                                | Scott McTominay                                                       | Cap: A. Robertson                                                     |
| 12-10-2024                                                            | Zagabria                                                              | Croazia                                                               | 2 – 1                                                                 | Scozia                                                                | UEFA Nations League 2024-2025 - Lega A                                | Ryan Christie                                                         | Cap: A. Robertson                                                     |
| 15-10-2024                                                            | Glasgow                                                               | Scozia                                                                | 0 – 0                                                                 | Portogallo                                                            | UEFA Nations League 2024-2025 - Lega A                                | -                                                                     | Cap: A. Robertson                                                     |
| 15-11-2024                                                            | Glasgow                                                               | Scozia                                                                | 1 – 0                                                                 | Croazia                                                               | UEFA Nations League 2024-2025 - Lega A                                | John McGinn                                                           | Cap: A. Robertson                                                     |
| 18-11-2024                                                            | Varsavia                                                              | Polonia                                                               | 1 – 2                                                                 | Scozia                                                                | UEFA Nations League 2024-2025 - Lega A                                | John McGinn Andrew Robertson                                          | Cap: A. Robertson                                                     |
| 20-3-2025                                                             | Il Pireo                                                              | Grecia                                                                | 0 – 1                                                                 | Scozia                                                                | UEFA Nations League 2024-2025 - Lega A (Spareggi)                     | Scott McTominay (rig.)                                                | Cap: A. Robertson                                                     |
| 23-3-2025                                                             | Glasgow                                                               | Scozia                                                                | 0 – 3                                                                 | Grecia                                                                | UEFA Nations League 2024-2025 - Lega A (Spareggi)                     | -                                                                     | Cap: A. Robertson                                                     |
| Totale                                                                |                                                                       | Presenze                                                              | 66                                                                    |                                                                       | Reti                                                                  | 90                                                                    |                                                                       |

## Palmarès

### Giocatore

#### Competizioni nazionali
- Coppa di Scozia: 1

St. Mirren: 1986-1987
- Campionato inglese di seconda divisione: 1

Chelsea: 1988-1989
- Full Members Cup: 1

Chelsea: 1989-1990
- Coppa d'Inghilterra: 1

Chelsea: 1996-1997
- Coppa di Lega inglese: 1

Chelsea: 1997-1998

#### Competizioni internazionali
- Coppa delle Coppe: 1

Chelsea: 1997-1998